# Nyctophilus
Nyctophilus és un gènere de ratpenats de la família dels vespertiliònids. El grup conté quinze espècies, que són:
- Ratpenat orellut de la terra d'Arnhem Nyctophilus arnhemensis
- Ratpenat orellut de Queensland Nyctophilus bifax
- Nyctophilus corbeni
- Nyctophilus daedalus
- Ratpenat orellut de Geoffroy Nyctophilus geoffroyi
  - Subespècie Nyctophilus geoffroyi geoffroyi
  - Subespècie Nyctophilus geoffroyi pacificus
  - Subespècie Nyctophilus geoffroyi pallescens
- Ratpenat orellut de Gould Nyctophilus gouldi
- N. holtorum
- Nyctophilus heran
- Nyctophilus howensis
- Nyctophilus major
- Ratpenat orellut de dents petites Nyctophilus microdon
- Ratpenat orellut papú Nyctophilus microtis
- Nyctophilus nebulosus
- Ratpenat orellut de Timor Nyctophilus timoriensis
- Nyctophilus sherrini
- Nyctophilus shirleyae
- Ratpenat orellut pigmeu Nyctophilus walkeri